# InnoVISION Multimedia
InnoVISION Multimedia est un constructeur de matériel informatique fondé en 1989, et basé à Hong Kong, Chine. La société est principalement reconnue pour ses cartes graphiques à base de chipsets graphiques NVIDIA exclusivement, commercialisées sous la marque Inno3D.
Sa filiale en Europe, InnoVISION Multimedia Deutschland GmbH, a été implanté en Allemagne.